# Guillermo Ruggeri
Guillermo Ruggeri (ur. 26 marca 1992) – argentyński lekkoatleta specjalizujący się w wielobojach i biegu na 400 metrów przez płotki.
Brązowy medalista mistrzostw panamerykańskich juniorów oraz juniorskich mistrzostw Ameryki Południowej z 2011. W 2012 został młodzieżowym mistrzem Ameryki Południowej. Brązowy medalista igrzysk Ameryki Południowej oraz mistrzostw ibero-amerykańskich w 2014.
W 2017 został mistrzem Ameryki Południowej w biegu na 400 metrów przez płotki.
Rekordy życiowe: dziesięciobój – 7498 pkt. (13 grudnia 2015, Mar del Plata); bieg na 400 metrów przez płotki – 49,69 (6 sierpnia 2017, Londyn) rekord Argentyny. 

## Osiągnięcia
| Rok  | Impreza                                     | Miejsce    | Konkurencja                | Pozycja    | Wynik     |
| ---- | ------------------------------------------- | ---------- | -------------------------- | ---------- | --------- |
| 2011 | Mistrzostwa panamerykańskie juniorów        | Miramar    | dziesięciobój              | 3. miejsce | 7118 pkt. |
| 2011 | Mistrzostwa Ameryki Południowej juniorów    | Medellín   | dziesięciobój              | 3. miejsce | 6880 pkt. |
| 2012 | Młodzieżowe mistrzostwa Ameryki Południowej | São Paulo  | dziesięciobój              | 2. miejsce | 7203 pkt. |
| 2014 | Igrzyska Ameryki Południowej                | Santiago   | dziesięciobój              | 3. miejsce | 7298 pkt. |
| 2014 | Mistrzostwa ibero-amerykańskie              | São Paulo  | dziesięciobój              | 3. miejsce | 7274 pkt. |
| 2014 | Młodzieżowe mistrzostwa Ameryki Południowej | Montevideo | dziesięciobój              | 2. miejsce | 6887 pkt. |
| 2017 | Mistrzostwa Ameryki Południowej             | Asunción   | bieg na 400 m przez płotki | 1. miejsce | 49,72     |